# Froidlieu
Froidlieu est un hameau belge de l'ancienne commune de Sohier, situé dans la commune de Wellin en Région wallonne dans la province de Luxembourg.

## Histoire
En 817, le prince-eveque de Liège confirmait au monastère de Saint-Hubert des biens à "Fandolionis" (Wampach UQB I, no. 58). 

## Curiosités
La chapelle a pour patron saint Barthélemy.